# Яковлєв Юрій Якович
Юрій Якович Яковлєв (рос. Юрий Яковлевич Я́ковлев; справжнє прізвище — Ховкін; нар. 26 червня 1922, Ленінград, РРФСР — пом. 29 грудня 1995, Москва, Росія) — радянський і російський письменник, сценарист, драматург, поет. Лауреат Державної премії СРСР (1988). Член Спілки письменників Росії.

## Біографія
Учасник Німецько-радянської війни.
Закінчив Літературний інституг ім. М. Горького в Москві (1952). Писав переважно для дітей та юнацтва. Ряд оповідань і повістей письменника було екранізовано.
Автор сценаріїв художніх фільмів, ряду сюжетів для кіножурналу «Фітіль», а також мультиплікаційних стрічок, у тому числі улюблених кількома поколіннями дітей — «Умка» (1969) і «Умка шукає друга» (1970).
Помер у 1995 році. Похований на Даниловському кладовищі Москви.

## Фільмографія
Автор сценаріїв художніх фільмів і мультфільмів:
- «Хлопчик з ковзанами» (1962, к/м)
- «Ку-ка-ре-ку!» (1963, мультфільм)
- «Збираючий хмари» (1963, к/м)
- «Перша Бастилія» (1965)
- «Пущик їде в Прагу» (1965)
- «Пісня летить світом» (1965, мультфільм)
- «Вершник над містом» (1966)
- «Всюди є небо» (1966, у співавт. з О. Сацьким, реж. М. Мащенко, Кіностудія ім. О. Довженка)
- «Останній феєрверк» (1967, реж. А. Черченко, Одеська кіностудія)
- «Біла Біла шкірка» (1968, мультфільм)
- «Крила бабки»/ рос. «Стрекозиные крылья» (1968, к/м)
- «Ми з Вулканом» (1969)
- «Красуня» (1969)
- «Бабусин парасолька» (1969, мультфільм)
- «Бамбус» (1969, фільм-спектакль)
- «Стрижений чорт» (1969, к/м)
- «Умка» (1969, мультфільм)
- «Умка шукає друга» (1970, мультфільм)
- «Пригоди Огірочка» (1970, мультфільм)
- «Скрипка піонера» (1971, мультфільм)
- «Капітан Джек» (1972)
- «Зимородок» (1972)
- «Якось влітку» (1973)
- «Був справжнім трубачем» (1973)
- «Опівнічник» (1973)
- «Вірний друг Санчо» (1974)
- «Воротар» (1974, к/м)
- «Карусельний лев» (1974, мультфільм)
- «Лицар Вася» (1974, к/м, реж. В. Попков, Кіностудія ім. О. Довженка)
- «У мене є лев» (1975)
- «Незвичайний друг» (1975, мультфільм)
- «Маленький сержант» (1975)
- «Салют» (1975, мультфільм, реж. І. Гурвич, Київнаукфільм)
- «Колискова для чоловіків» (1976)
- «Поштова рибка» (1976, мультфільм)
- «Дівчинко, хочеш зніматися в кіно?» (1977)
- «Лев пішов з дому» (1977)
- «Три веселі зміни» (1977)
- «Паркан з блакитним оком» (1978, реж. Е. Дмитрієв, Укртелефільм)
- «Жовтий слон» (1979, мультфільм)
- «Про цуценя» (1979, мультфільм)
- «Ми смерті дивилися в обличчя» (1980)
- «Дочка командира» (1981)
- «Семеро солдатиків» (1982)
- «Народився я в Сибіру» (1982)
- «Дозвольте погуляти з вашим собакою» (1984, мультфільм)
- «Площа Повстання» (1985)
- «Руда кішка» (1995, мультфільм)
- «Час побачень» (1986)
- «Хлопчик з ковзанами» (1986, к/м)
- «Малявкін і компанія» (1986, т/ф, 2 а, реж. Ю. Кузьменко, Одеська кіностудія)

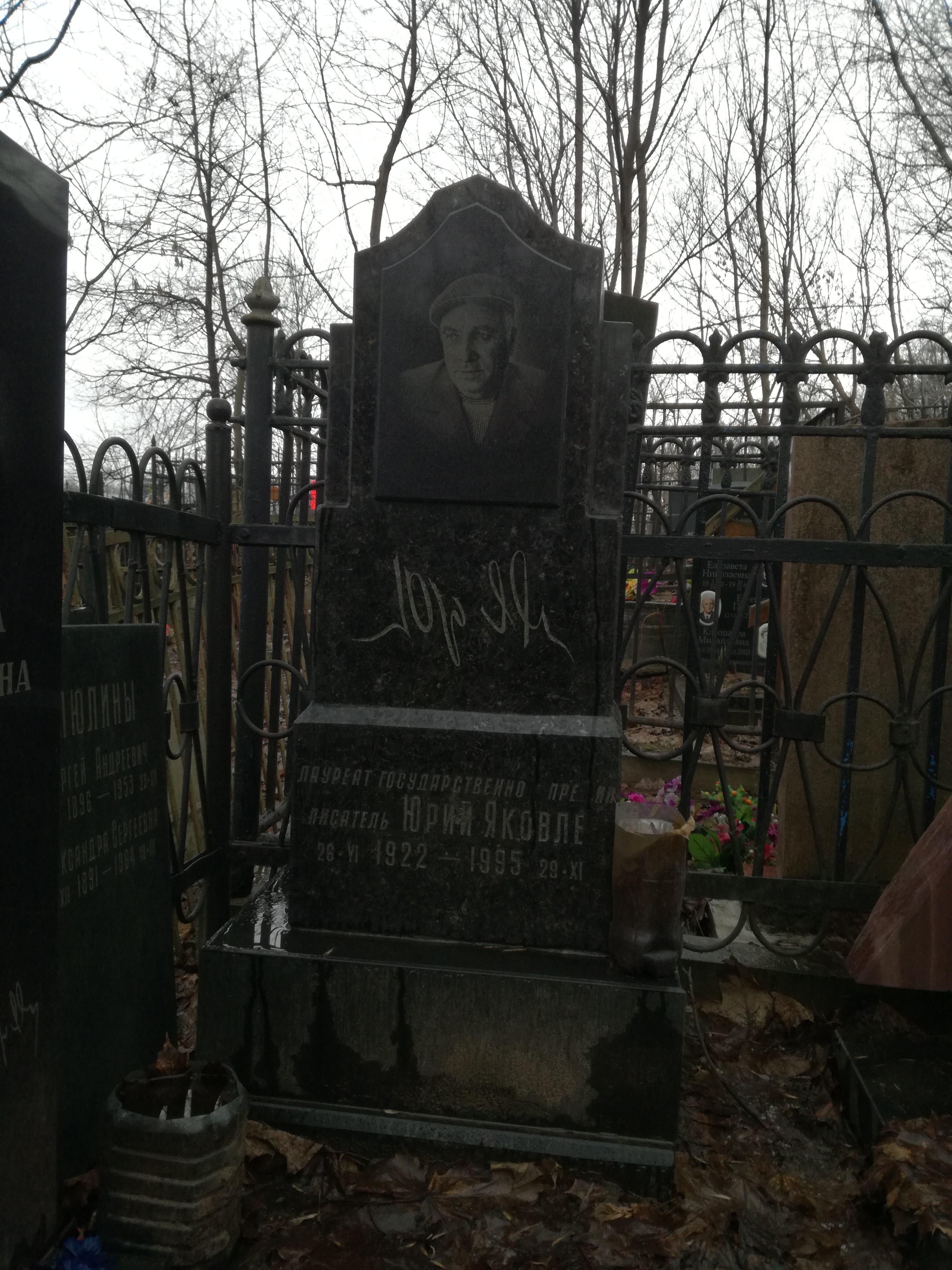
Могила Яковлєва на Даниловському цвинтарі